# Трестиениј де Жос (Прахова)
Трестиениј де Жос (рум. Trestienii de Jos) насеље је у Румунији у округу Прахова у општини Думбрава. Oпштина се налази на надморској висини од 91 m.

## Становништво
Према подацима из 2002. године у насељу је живело 129 становника, од којих су сви румунске националности.